# 3406 Omsk
3406 Omsk (1969 DA) là một tiểu hành tinh vành đai chính được phát hiện ngày 21 tháng 2 năm 1969 bởi B. Burnasheva ở Nauchnyj.